# Бронебойно-фугасный снаряд

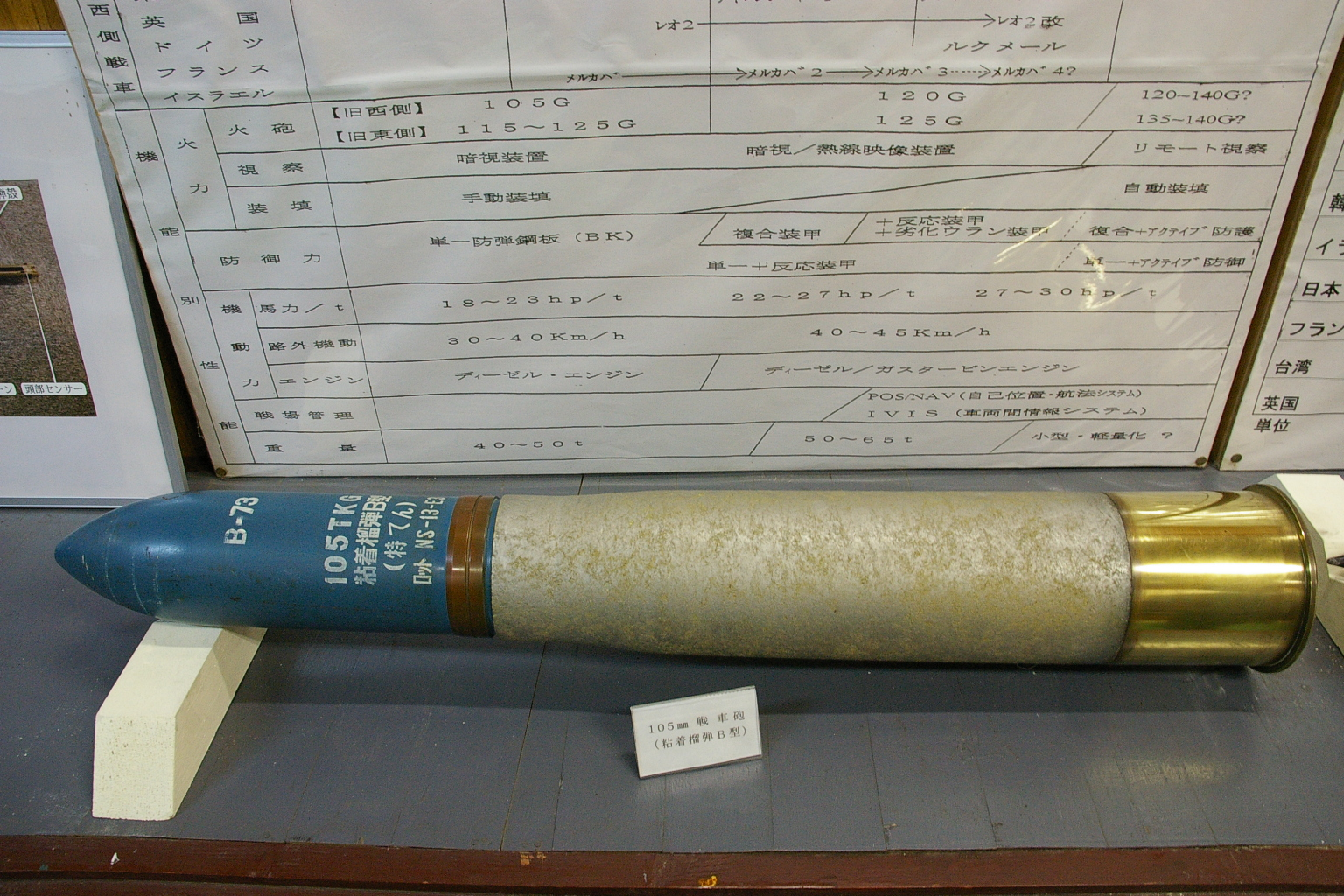
Выстрел с бронебойно-фугасным снарядом к 105-мм пушке L7

Бронебойно-фугасный снаряд (фугасно-бронебойный) — вид артиллерийских боеприпасов, предназначенный для поражения бронетехники и укреплений. 
В англоязычной военной терминологии используются британский термин «фугасный со сплющивающейся головкой» (англ. High Explosive Squash Head — HESH) и принятый вместо него в США «фугасный с пластичным ВВ» (англ. High Explosive Plastic — HEP). Принцип действия бронебойно-фугасного снаряда основан на том, что детонация происходит после распространения заряда пластичного взрывчатого вещества по броне, что приводит не к пробитию брони, а к образованию крупных осколков с внутренней стороны брони, которые и производят поражающее воздействие. При этом поражающее воздействие почти не зависит от скорости встречи снаряда с броней и, следовательно, от дистанции стрельбы.
Бронебойно-фугасные снаряды были созданы в Великобритании и получили широкое распространение в 1950—1960-е годы, прежде всего вместе со 105-мм танковой пушкой L7, ставшей фактическим стандартом в западном танкостроении. Вместе с тем низкая эффективность бронебойно-фугасных снарядов против комбинированной и особенно разнесённой брони, а также низкая их эффективность против пехоты противника из-за недостаточного осколочного действия, вызвали падение интереса к бронебойно-фугасным снарядам в 1970—1980-х годах и отказ от них в пользу кумулятивных в большинстве государств, за исключением Великобритании.

## Конструкция и принцип действия

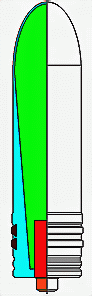
Устройство бронебойно-фугасного снаряда

По своей конструкции бронебойно-фугасный снаряд в целом схож с обычным фугасным, однако в отличие от последнего имеет корпус со сравнительно тонкими стенками, рассчитанный на пластичную деформацию при встрече с преградой, и всегда только донный взрыватель. Заряд бронебойно-фугасного снаряда состоит из пластичного взрывчатого вещества и при встрече снаряда с преградой «растекается» по поверхности последней. 
После «растекания» заряда он подрывается донным взрывателем замедленного действия, создавая давление продуктов взрыва до нескольких десятков тонн на квадратный сантиметр брони, в течение 1—2 микросекунд падающее до атмосферного. В результате этого в броне образуется волна сжатия с плоским фронтом и скоростью распространения около 5000 м/с, при встрече с тыльной поверхностью брони отражающаяся и возвращающаяся как волна растяжения. В результате интерференции волн происходит разрушение тыльной поверхности брони и образование отколов, способных поразить внутреннее оборудование машины или членов экипажа. В некоторых случаях может происходить и сквозное пробитие брони в виде прокола, пролома или выбитой пробки, однако в большинстве случаев оно отсутствует. Помимо этого непосредственного действия, взрыв бронебойно-фугасного снаряда создаёт ударный импульс, действующий на броню танка и способный вывести из строя или сорвать с места внутреннее оборудование, либо нанести травмы членам экипажа.
Эффективность воздействия по бронецелям, в американских документах, оценивается как до 1.3 от калибра.

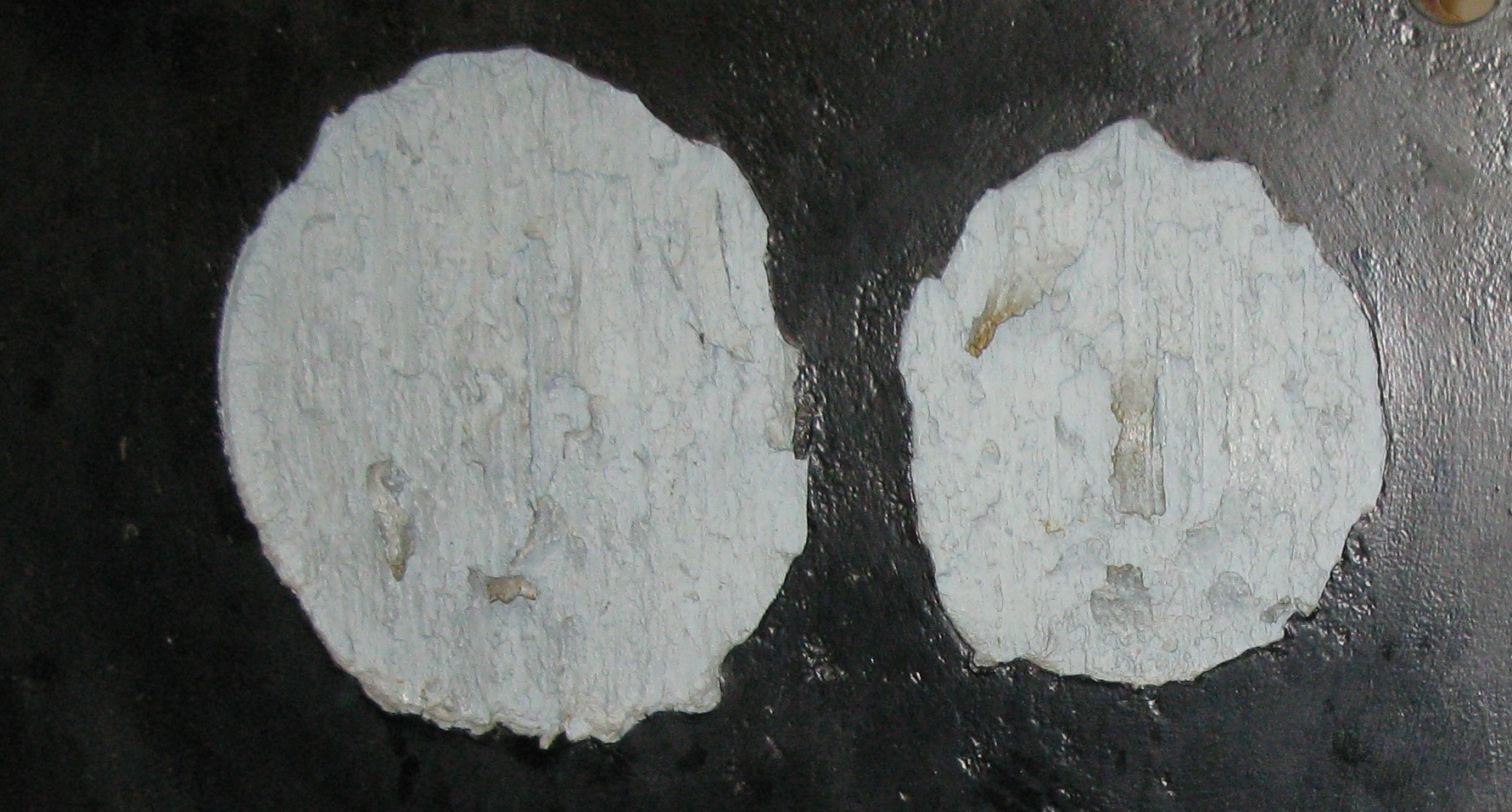
Сколы с внутренней стороны брони от воздействия на неё бронебойно-фугасных снарядов

Благодаря своему принципу действия, бронебойно-фугасный снаряд эффективен против гомогенной брони и, как и у кумулятивных снарядов, его действие мало зависит от скорости снаряда и, соответственно, дистанции стрельбы. В то же время, действие бронебойно-фугасного снаряда малоэффективно против комбинированной брони, плохо передающей волну взрыва между своими слоями, и практически неэффективно против разнесённой брони. Даже против обычной гомогенной брони эффективность заброневого действия бронебойно-фугасного снаряда может быть значительно снижена или даже сведена на нет установкой противоосколочного подбоя с внутренней стороны брони.
Ещё два недостатка бронебойно-фугасного снаряда вытекают из его конструктивных особенностей. Тонкостенный корпус снаряда вынуждает ограничивать его начальную скорость по сравнению с другими видами боеприпасов, в том числе кумулятивными, до менее чем 800 м/с. Это приводит к снижению настильности траектории и увеличению полётного времени, что резко уменьшает шансы поражения движущихся бронированных целей на реальных дистанциях боя. Второй недостаток связан с тем, что бронебойно-фугасный снаряд, несмотря на значительную массу заряда взрывчатого вещества, обладает сравнительно малым осколочным, так как его корпус имеет тонкие стенки, а его механические свойства рассчитаны прежде всего на деформацию, а не на эффективное образование осколков, как в специализированных осколочно-фугасных или многоцелевых кумулятивных снарядах. Соответственно, недостаточным оказывается действие снарядов против живой силы противника, что рассматривается как серьёзный недостаток бронебойно-кумулятивных снарядов, так как с отказом на подавляющем большинстве западных танков от осколочно-фугасных снарядов, роль последних в борьбе с живой силой ложится на кумулятивные или бронебойно-фугасные снаряды.

## История
Бронебойно-фугасные снаряды были созданы в Великобритании на завершающем этапе Второй мировой войны и первоначально предназначались для разрушения укреплений противника. Однако испытания показали их эффективность и против бронированных целей, в результате чего бронебойно-фугасные снаряды начали рассматриваться как перспективные танковые боеприпасы. Более того, в 1950-е годы в Великобритании рассматривалась возможность замены бронебойно-фугасными всех остальных разновидностей бронебойных снарядов, хотя в конце концов возобладала более консервативная точка зрения и бронебойно-фугасные снаряды было решено использовать параллельно с другими типами. Первым танком, получившим на вооружение бронебойно-фугасные снаряды, стал тяжёлый «Конкэрор», чьё серийное производство началось в 1955 году. В боекомплекте 120-мм пушки «Конкэрора», предназначавшегося для борьбы с тяжёлобронированными советскими танками, бронебойно-фугасные снаряды стали единственным типом помимо традиционных бронебойных подкалиберных.